# Christopher Martin-Jenkins

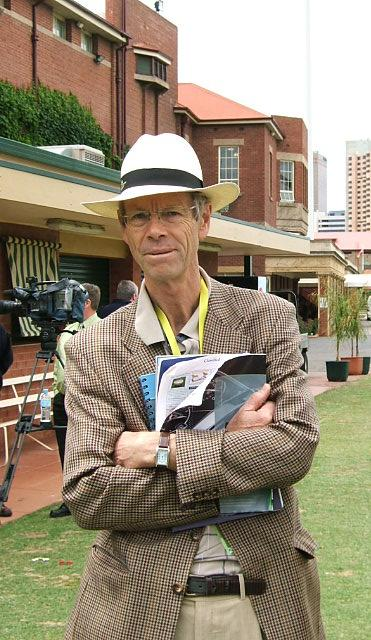
Christopher Martin-Jenkins (2006)

Christopher Dennis Alexander Martin-Jenkins MBE (* 20. Januar 1945 in Oxford; † 1. Januar 2013 in Rudgwick, Horsham) war ein britischer Cricket-Journalist und Kommentator. Er war allgemein als CMJ bekannt.

## Leben
Martin-Jenkins besuchte zunächst das Marlborough College und studierte dann am Fitzwilliam College an der University of Cambridge. Bereits im Alter von 28 Jahren stieß er 1973 zum Kommentatorenteam von Test Match Special, eine Sportsendung des BBC-Hörfunks, in der Cricket-Test Matches und One-Day Internationals der englischen Mannschaft live übertragen wurden. Zuvor hatte er bereits in der Sportnachrichten-Redaktion der BBC gearbeitet.
In der Folgezeit war Martin-Jenkins außerdem Cricket-Korrespondent der BBC (1973–1980, 1985–1991), des Daily Telegraph (1990–1999) und der Times (1999–2008). Von 1981 bis 1985 war er Kommentator im BBC-Fernsehen, bevor er zum Rundfunk zurückkehrte. Aufgrund dieser Tätigkeiten war er einer der bekanntesten Cricket-Journalisten im Vereinigten Königreich.
Bei Test Match Special war Martin-Jenkins einer der drei regulären Reporter, die sich jeweils alle 20 Minuten abwechselten. Er prägte den besonderen Stil dieser Sendung mit, die schon aufgrund ihrer Dauer von circa acht Stunden ununterbrochen an bis zu fünf aufeinander folgenden Tagen aus dem Rahmen fiel.
Martin-Jenkins war ein ausgewiesener Befürworter von Public Schools. Sein Sohn spielte bis einschließlich der Saison 2010 First-Class Cricket für Sussex.
Christopher Martin-Jenkins starb am 1. Januar 2013 an einer Krebserkrankung.